# Паномионг, Приди
Приди Паномионг (тайск. ปรีดี พนมยงค์, кит. трад. 陳嘉祥, упр. 陳璋茂, пиньинь Bǐlǐ Pànóngróng; 11 мая 1900, Аюттхая — 2 мая 1983, Париж) — тайский политический и государственный деятель. Один из лидеров Сиамской революции 1932 года. Премьер-министр Таиланда (март—август 1946).

## Биография

### Ранние годы и образование

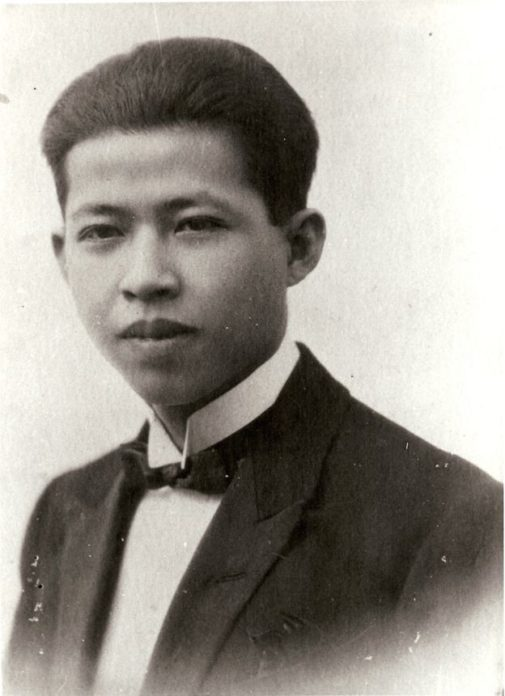
Pridi Banomyong in 1915

Родился в семье выходцев из Китая. На тот момент в Сиаме ещё не были введены фамилии, позже его родители взяли себе фамилию Паномионг, поскольку их предки издавна жили в окрестностях храма с таким названием.
В возрасте 17 лет он начал учиться в юридическом училище министерства юстиции Таиланда, уже в 19 лет он был аттестован как адвокат. Вскоре благодаря протекции своего дальнего родственника, занимавшего высокий пост в министерстве юстиции, он становится клерком в департаменте исполнения наказаний.
В начале 1920-х годах жил во Франции, где, благодаря стипендии министерства юстиции, получил юридическое образование в Университете Кан-Нормандия и Сорбонне, а также политико-экономическое в Парижском институте политических исследований. На его мировоззрение повлияли идеи европейского либерализма и отчасти — социализма. В 1925 году он был избран президентом сиамской студенческой организации во Франции. Вместе с пятью другими студентами и молодыми военнослужащими (в том числе Плеком Пибунсонгкрам) в феврале 1927 года он стал одним из основателей Народной партии Сиама (Кхана Ратсадон), которая стремилась положить конец абсолютной монархии и выступала за переход к конституционной монархии.
Свои взгляды Приди Паномионг определял как социалистические, но, скорее, он был просто радикальным, по меркам Сиама, демократом.

### Начало карьеры и революция
По возвращении в Сиам в 1927 году преподавал в Юридической школе Бангкока, работал в минюсте. Он быстро продвигался по службе, в возрасте 29 лет был удостоен титула луонг и почётного имени Прадитманутхам (тайск. ประดิษฐ์มนูธรรม). Начиная с 1930 года, приступил к публикации в качестве справочника для юристов сборника тайских законов, поскольку зачастую очень давние правовые нормы было трудно найти. Полученный доход позволил ему создать собственную небольшую полиграфическую компанию. В своих лекциях по административному праву он также касался принципов конституционализма, политической экономики и государственных финансов, став первым в Сиаме, кто преподавал принципы современного управления. Этим он способствовал растущему осознанию частью буржуазии политических прав и участия.
В 1932 году партия участвовала в Сиамской революции, была свергнута абсолютная монархия. Он был назначен членом кабинета министров «Общественного комитета» и министром финансов, выступил автором законопроекта социально-экономических реформ, известного как «Жёлтая брошюра», предусматривавшего национализацию всех сельскохозяйственных угодий, а также индустриализацию земли и государственную собственность на средства производства. Национализация предприятий не должна осуществляться путём экспроприации, а в обмен на государственные ценные бумаги. Все сиамцы должны были стать государственными служащими, содержание которых стало бы расходным обязательством правительства, предлагались социальные выплаты по болезни и пенсии, расширялись возможности политического участия. В 1933 году парламент Таиланда отверг законопроект, а король назвал его коммунистическим. 1 апреля 1933 года в стране было объявлено чрезвычайное положение года и издан «Закон против коммунистической деятельности», хотя в то время в Сиаме практически её не было. Эти меры были направлены против предложенного политиком плана реформ. В том же году Паномионг был выслан из страны под предлогом ознакомительной поездки в Европу с государственным жалованием в 1000 фунтов стерлингов в год.

### Работа в правительстве
В конце сентября 1933 года, после военного переворота, который привёл к смещению с поста премьер-министра Манопхакона Нититхады, он вернулся на родину. В феврале 1934 года был созван специальный комитет по расследованию его предполагаемой коммунистической деятельности, который его единогласно оправдал.
Был одним из основателей Университета Таммасат в Бангкоке в 1934 году, а также его первым ректором (до 1949 года). Это был второй университет в стране и первый, — основанный гражданскими институтами, а не королём.
С 1934 по 1935 годы он занимал пост министра внутренних дел.
С 1936 по 1938 год был министром иностранных дел. На этом посту Заключил в 1937 году договоры о дружбе между Сиамом и 13 другими странами, включая США, Великобританию, Японию, Италию, Францию и Германию, добившись экстерриториальности для Сиама. На переговорах с Японией отвергал её особые права и настаивал на строгом нейтралитете Сиама. В последующие годы он был удостоен высших иностранных почестей, в том числе фашистской Германии, в апреле 1938 года был награждён Большим крестом ордена «Заслуг германского орла».
С 1938 по 1942 годы — министр финансов Сиама. Из союзника Пибунсонгкрама он превратился в критика и соперника все более авторитарного премьер-министра. В частности, Приди и его последователи критиковали модернизацию и милитаризацию. Тем не менее, премьер-министр ценил его как способного министра и сохранял в составе правительства. Отношения между ними можно охарактеризовать как «дружескую ненависть». Со временем все больше и больше становился «одиноким голосом» против волны национализма, распространяемой Пибунсонгкрамом и его окружением. Приди подал в отставку в декабре 1941 года в знак протеста против альянса правительства с Японией, вызванного угрозой вторжения этой страны.

### Вторая мировая война и послевоенный период
Стал одним из трёх членов регентского совета при несовершеннолетнем короле Раме VIII. В январе 1942 года отказался поддержать заявление Таиланда об объявлении войны с Великобританией и Соединёнными Штатами. Это обстоятельство в том числе позволило Таиланду утверждать, что он никогда не объявлял фактическую войну. После отмены феодальных титулов и званий в 1942 году вернул себе своё гражданское имя.
Как социалист был сторонником антияпонской политики. Во время Второй мировой войны возглавлял национионально — освободительное движение «Сери Тхай» («Свободный Таиланд»). В 1944 году остался единственным регентом королевства. Его офис с молчаливого согласия нового премьер-министра Куанга Апайвонга являлся штаб-квартирой движения сопротивления в Таиланде.
Сразу после объявлении о капитуляции Японии 15 августа 1945 года Приди разорвал договоры правительства Пибунсонгкрама с Японией и объявил заявление о войне в Великобритании и США недействительным. По возвращении короля Ананды в Таиланд в декабре 1945 года утратил титул регента и получил почётное звание «опытный государственный деятель» (รัฐบุรุษอาวุโส), созданный персонально для него. Выступал советником первых послевоенных правительств.
По окончании Второй мировой войны сторонники Паномионга победили на парламентских выборах, сам он с 24 марта по 23 августа 1946 года занимал должность премьер-министра и министра финансов Таиланда. Правительство было основано на участии представителей «Свободного Таиланда» левых политических убеждений, выходцев из северо-восточного региона из Свободной тайской партии и либерального крыла бывшего «Конституционного фронта» Народной партии Таиланда, а также беспартийных депутатов. Во время его правления 9 мая 1946 года была принята новая конституция, одна из самых либеральных и демократических в тайской истории.
После внезапной и подозрительной смерти молодого короля Ананды был переназначен его преемником Пхумипоном Адульядетом на пост главы правительства. В течение этого времени его политические оппоненты, особенно из роялистских кругов, сознательно распространяли слухи о том, что Приди каким-то образом причастен к смерти молодого короля. Они обвиняли его в республиканских амбициях. По итогам дополнительных выборах в августе 1946 года число его сторонников в парламенте сократилось. 21 августа он объявил об уходе в отставку, сославшись в качестве официальной причины на утомление. Его преемником стал продолживший прежние политический курс Дамронг Навасават, однако поддержка кабинета министров была крайне нестабильной. С ноября 1946 по февраль 1947 года он с женой совершил турне в Северную Америку и Европу. В декабре 1946 года правительство США наградило за заслуги в борьбе с Японией медалью Свободы. По возвращении в Бангкок политика встретила восторженная толпа.
В сентябре 1947 года совместно с вьетнамским политическим деятелем Чан Ван Зяу он основал в Бангкоке Юго-Восточную Лигу, коалицию антиколониальных и антиимпериалистических организаций из Бирмы, Вьетнама, Камбоджи, Лаоса, Филиппин, Малайи, Индонезии и Таиланда. Они сражались против японской оккупации во время Второй мировой войны и теперь их усилия должны были быть направлены против продолжающегося или восстановленного правления европейских колониальных держав. В результате его политические оппоненты и тайские военные обвинили политика в том, что он коммунист, мечтающий превратить Таиланд в основу просоветской «Союз стран Юго-Восточной Азии».

### Изгнание и эмиграция
После военного переворота 1947 года и возвращения к власти Пибунсонграм с помощью британских и американских военно-морских атташе вынужденно покинул страну на нефтяном танкере компании Shell. Находился в эмиграции в Сингапуре, где его приветствовал Полномочный представитель Великобритании в Юго-Восточной Азии и где он получил политическое убежище. 27 ноября он обратился к своим последователям в Таиланде, призывая их не оказывать насильственного сопротивления новым правителям. В июне 1948 года новое правительство Таиланда выдало ордер на его арест за предполагаемую причастность к убийству короля Ананды.
Тайно возвращался в 1949 году для участия в перевороте против режима Пибунсонграма, однако после провала восстания окончательно покинул родную страну. До 1970 года проживал в КНР, а затем — во Франции. Во время массовых арестов членов Движения борцов за мир, а также фактических и предполагаемых коммунистов в Таиланде в конце 1952 года была арестована его остававшаяся на родине жена Поонсук и его старший сын Пал. Поонсук была освобождена после 84 дней содержания под стражей и сразу же уехала во Францию с двумя дочерьми, позже она приехала к Приди в Китай. В 1955 году семья переехала из Пекина в Гуанчжоу. Пал находился в заключении до 1957 года.
В 1957 году Пибунсонграм направил к нему посланника, чтобы сообщить ему о новых обстоятельствах смерти короля Ананды и предложить справедливый суд. Приди был готов вернуться в Таиланд, но в октябре 1958 года он узнал о захвате власти фельдмаршалом Саритом Танаратом и был вынужден остаться в КНР.
С 1970 года до своей смерти он жил во Франции, где издал мемуары («Моя насыщенная жизнь и 21 год в изгнании в Китайской Народной Республике»). В ней он вывел формулу своей политической карьеры: «Когда у меня была власть, у меня не было опыта, а когда я был более опытным, у меня не было власти».
Скончался в Париже от острого инфаркта миокарда.

## Литературное творчество
С началом Второй мировой войны он написал исторический роман «Phrachao Chang Phueak» («Король белого слона») о вымышленном сиамском короле Чакре, чья фигура скопирована с короля Чаккрапхата, правившего в 16-м веке. Он идеализировал его как популярного, самоотверженного и миролюбивого лидера. Основываясь на описании одной из многочисленных войн тайского королевства Аюттхая с соседней Бирмой, он приходил читален к мысли, что тайцы должны учиться на ошибках своих предков. В 1940 году он также он выпустил книгу на английском языке, в которой хотел подчеркнуть миролюбивые намерения Таиланда по отношению к международному сообществу.

## Память
30 октября 1999 года ЮНЕСКО включило имя Приди Паномионга в календарь годовщин выдающихся личностей и календарь исторических событий.

## Награды

### Короля Таиланда
- 1933 год  — Медаль охране конституции.
- 1937 год  — Рыцарь Большой ленты Ордена Короны Таиланда.
- 1938 год  — медаль от Рамы VIII.
- 1939 год  — Душди мала.
- 1941 год  — Орден Белого слона.
- 1945 год  — Большой крест знаков отличия.
- 1945 год  — Орден девяти драгоценных камней.

### Иностранные
- — Орден Восходящего солнца 1 степени.
- — Кавалер большого креста Ордена почётного легиона.
- — Кавалер Большого креста Ордена Леопольда I
- — Кавалер Большого креста ордена святых Маврикия и Лазаря.
- — Кавалер Большого креста Ордена Святых Михаила и Георгия.
- Медаль свободы с золотой пальмой.
- Орден Васы.
- Кавалер Большого креста Ордена заслуг германского орла.